# La Dernière Vague (série télévisée)
Pour le film australien réalisé par Peter Weir, sorti en 1977, voir La Dernière Vague.
Ne doit pas être confondu avec La Dernière Vague, La Première Vague ou La Cinquième Vague.
La Dernière Vague est une série télévisée française fantastique en six épisodes de 52 minutes créée par Raphaëlle Roudaut et Alexis Le Sec et réalisée par Rodolphe Tissot, diffusée du 21 octobre au 4 novembre 2019 sur France 2 puis rediffusée du 9 novembre 2019 au 16 novembre 2019 sur France Ô.
Au Québec, elle est diffusée à partir du 1er janvier 2025 sur Séries Plus.

## Synopsis
À Brizan (ville fictive), paisible station balnéaire des Landes, lors d'une compétition de surf, tout bascule avec l’arrivée d’un mystérieux nuage qui provoque la disparition de dix participants. 
Après quelques heures de recherches, ils réapparaissent sans se souvenir de la période de disparition. Certains se découvrent changés et dotés d’étranges pouvoirs. Deux jours plus tard, le nuage frappe à nouveau : la vie des habitants et le paysage environnant se trouvent bouleversés. Certains y voient le début d’une révolte de la nature…

## Distribution
Par ordre d'apparition au générique

### Distribution principale
- David Kammenos : Ben Lebon
- Marie Dompnier : Léna Lebon
- Arnaud Binard : Julien Lewen
- Lola Dewaere : Marianne Lewen
- Capucine Valmary : Yaël Lebon
- Guillaume Cramoisan : Faust Ketchak
- Gaël Raës : Thomas Lewen
- Roberto Calvet : Max Alcorta
- Théo Christine : Mathieu Ketchak
- Olivier Barthélémy : Pierre Mattéoli
- Isabel Otero : Irène Lecap
- Alexia Barlier : Juliette Dubrovsky
- Odile Vuillemin : Cathy Alcorta

### Distribution secondaire
- Evan Naroditzky : Noé Alcorta
- Timothé Grilo : Romain Portella
- Maceo Simon : Steven
- Alice Varela : Margot
- Julien Lagueny : Killian
- Aurore Frémont : Carla
- Loïc Bouadla : Tonio
- Paul Duvignau : Lucas
- Jordy Grembe : Greg
- Cédric Lepers : Yanis
- Amandine Pommier : Caroline
- Sacha Canuyt : Hugo

## Production

### Origine de l'idée
Lors du Festival Séries Mania, les scénaristes expliquent que l'idée venait d'une vidéo « montrant un tsunami de nuages qui engloutissait une voiture dans les montagnes ». Cependant, ils ne souhaitaient pas expliquer le phénomène mais « raconter comment va vivre une communauté face à [une menace climatique] ».

### Tournage
Le tournage des six épisodes a débuté en août 2018 dans les Landes, où la station balnéaire de Contis et les communes de Biscarrosse, Mimizan et Capbreton ont servi de décors, ainsi que dans le sud de Bordeaux.

### Fiche technique
Sauf indication contraire, les informations mentionnées dans cette section peuvent être confirmées par la base de données cinématographiques Allociné,  présente dans la section « Liens externes ».
- Titre : La Dernière Vague
- Création : Raphaëlle Roudaut et Alexis Le Sec
- Réalisation : Rodolphe Tissot
- Scénario : Raphaëlle Roudaut, Alexis Le Sec, Sophie Hiet
- Direction artistique :
- Décors : Philippe Hezard
- Costumes : Pierre Canitrot
- Photographie : Pénélope Pourriat
- Montage : Jean-François Elie, Joël Jacovella
- Casting : Christelle Dufour, Joël Garrigou
- Musique (compositeur) : Jean-Pierre Taïeb
- Producteur : Thomas Bourguignon, Stéphanie Carrère
- Co-production : TV Presse Productions, France Télévisions
- Société(s) de production : Kwaï
- Société(s) de distribution : FremantleMedia
- Pays d'origine :  France
- Langue originale : Français
- Genre : Drame, fantastique
- Durée : 52 minutes
- Diffusion : 
  -  France : du 21 octobre au 4 novembre 2019 sur France 2
- Public : Tout public

## Accueil

### Critique
Le magazine belge Moustique voit dans la série des élements empruntés des séries à « grande idée » comme Les 4400 ou The Leftovers. La journaliste trouve la série « parfois maladroit[e] dans son propos et souffrant d'un jeu inégal » mais elle « surprend malgré tout par son style à la croisée des genres ».